# ロトロニック
ロトロニック（ROTRONIC）社は、スイスに本社を置く湿度や温度、CO2など空気計測器のメーカー。

## 創立
1965年

## 製品
高分子薄膜静電容量式湿度センサを採用した湿度計測プローブを製造する。
そのほか、これらのプローブと互換性を持った温湿度計、変換機、記録計（データロガー）等を製造する。

## 日本での販売
同社の製品は、日本では神栄テクノロジー株式会社ほか、複数の会社が取扱している。
2017年より、ロトロニックのスイス本社100%子会社の日本法人を立ち上げた。